# Acque scure
Acque scure (Dark Waters) è un film del 1944 diretto da André De Toth, basato sul romanzo omonimo di Francis e Marian Cockrell.

## Trama
Leslie Calvin è l'unica superstite della nave sulla quale viaggiava, affondata dall'attacco di un U-boat tedesco. Torna così dai suoi familiari per riprendersi emotivamente. Pur sua sfortuna incontra vari truffatori capeggiati dal signor Sydney che hanno intenzione di ucciderla e rubare i beni di famiglia. Il dottor Grover aiuta Leslie a sconfiggere Sydney.

## Distribuzione
Distribuito in prima a New York il 21 novembre 1944, uscì in Italia nel 1948.